# NBK obrana
NBKO (nuklearno-biološko-kemijska obrana) ili ABKO (atomsko-biološko-kemijska obrana) rod je oružanih snaga čija je namjena detekcija i prevencija posljedica napada atomskog naoružanja, upotrebe bioloških ili bakterioloških, virusnih oblika napada, ili obrana od upotrebe bojnih otrova. 
Unutar tog roda djeluju različite specijalnosti:
- izvidnički vod, najobučeniji, sa zadatkom lociranja i opisom vrste i jačine obavljenog napada
- dekontaminacijski vod, ima zadatak ublažiti ili otkloniti posljedice napada na ljudstvo i tehniku. Te su jedinice opremljene sustavima za ispiranje kontaminiranih čestica.
- laborantski vod, ima zadaću u pokretnim laboratorijima ispitati vrstu napada i odrediti stupanj kontaminacije.

Oblici ratovanja upotrebom bojnih otrova prakticirali su se u Prvom svjetskom ratu, a osim sporadičnih napada, atomski rat nije na sreću nikada zaživio. Tijekom hladnog rata atomsko oružje ima jaku psihološku i političku moć, no svršetkom tog razdoblja, te vrste naoružanja gube na značaju, iako u današnje vrijeme razvijanje nuklearnih programa kod nekih zemalja u razvoju potiče na zabrinutost i reakciju međunarodne zajednice, svakako je i bitna činjenica da se u određenim zemljama radi na istraživanju novih ubojitih virusa, s bojnom namjenom. U suvremenim ratovima na sreću upotrebe tih rodova vojske su rijetke jer su upotrebe takvih vrsta oružja zabranjene raznim konvencijama, iz čega proizlazi naziv ABK-obrana, a ne napad.